# Ballymoney

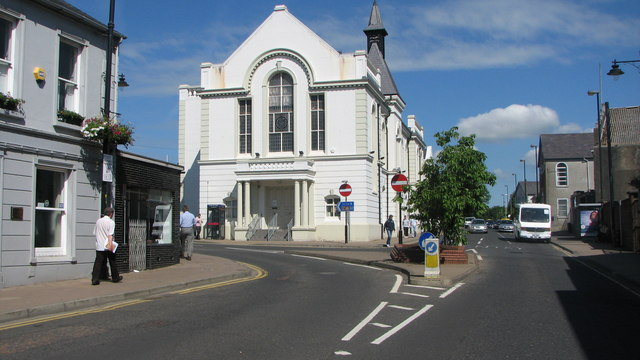
Ballymoney Town Hall (2008)

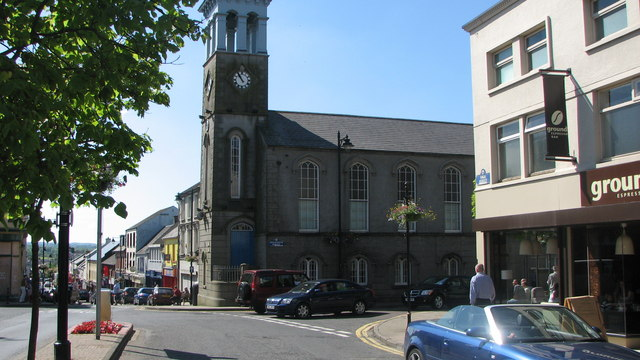
Masonic hall mit Turmuhr

Ballymoney (irisch: Baile Monaidh; dt.: „Gehöft auf dem Torfland“) ist eine Stadt im Nordosten Irlands in der historischen Grafschaft Antrim in Nordirland. Sie war Verwaltungssitz des aufgelösten Districts Ballymoney, der 2015 im District Causeway Coast and Glens aufging.

## Ort
Ballymoney liegt, etwas östlich des River Bann und 25 Kilometer vom Giant’s Causeway im Nordwesten der Grafschaft Antrim, gut 10 Kilometer südöstlich von Coleraine als nächstgelegener größerer Stadt. Ballymena ist etwa 30 Kilometer in südöstlicher Richtung entfernt. An der A26 zwischen diesen Orten gelegen, profitiert Ballymoney damit auch von guten Verbindungen zu den großen nordirischen Städten Belfast und Derry City. Durch relativ höhere Haus- und Grundstückspreise in und nördlich von Coleraine haben sich viele Hauskäufer in den letzten Jahren alternativ in und um Ballymoney angesiedelt.
Parlamentarisch gehört Ballymoney zu North Antrim. Die Einwohnerzahl des Orts wurde beim Census 2001 mit 9021 Personen ermittelt, von denen 17,3 % katholisch und 79,8 % protestantisch waren; die Arbeitslosenquote (16–74 Jahre) betrug 3,9 %. Beim Census 2011 belief sich die Einwohnerzahl Ballymoneys auf 10.393 Personen.

## Historische Gebäude
Ein Kirchturm aus dem Jahr 1637 ist das älteste erhaltene Gebäude in Ballymoney. Die im Lauf der Zeiten für wechselnde Zwecke genutzte Masonic hall wurde 1775 vom 6th Earl and 2nd Marquis of Antrim errichtet, die heutige town hall stammt aus dem Jahr 1866.

## Eisenbahn

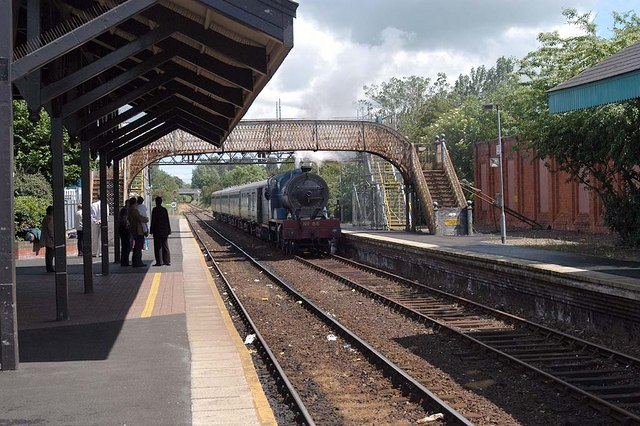
Ballymoney Railway Station (2004)

Im 19. Jahrhundert zog die Belfast and Northern Counties Railway ihre Hauptstrecke durch Ballymoney. Ab 1880 wurde eine Nebenbahn nach Ballycastle eingerichtet. Die sogenannte Ballycastle Railway verkehrte auf einer Schmalspur von drei Fuß (= 914 mm) über 25 Meilen quer durch das hügelige Antrim und war bis zum Zweiten Weltkrieg in Betrieb. In der Gegenwart hat Ballymoney einen Bahnhof an der Strecke von Belfast nach Derry, die von Northern Ireland Railways betrieben wird.

## Nordirlandkonflikt
Aufgrund des Nordirlandkonflikts starben in oder bei Ballymoney 14 Menschen.

## Festival
- Ballymoney Drama Festival, gegründet 1933, das älteste Theaterfestival in Irland.

## Partnerschaften

### Städtepartnerschaften
- Benbrook, Texas
- Douglas (Isle of Man)
- Vanves bei Paris

### Schüleraustausch
- Dalriada School und Städtisches Heriburg-Gymnasium Coesfeld

## Persönlichkeiten
- David Macbride (1726–1778), Arzt und Autor
- Ken McArthur (1882–1960), südafrikanischer Marathonläufer und Olympiasieger
- Patrick Boyle (1905–1982), Schriftsteller
- Joey Dunlop (1952–2000), Motorradrennfahrer
- Jim Platt (* 1952), nordirischer Fußballtorwart und -trainer
- Robert Dunlop (1960–2008), Motorradrennfahrer
- Jackie McWilliams (* 1964), Hockeyspielerin
- Adrian Archibald (* 1969), Motorradrennfahrer
- William Dunlop (1985–2018), Motorradrennfahrer
- Michael Dunlop (* 1989), Motorradrennfahrer